# 194 г. пр.н.е.
194 (сто деветдесет и четвърта) година преди новата ера (пр.н.е.) е година от доюлианския (Помпилийски) римски календар.

## Събития

### В Римската република
- Консули са Сципион Африкански (за II път) и Тиберий Семпроний Лонг. Цензори са Гай Корнелий Цетег и Секст Елий Пет Кат.
- 13 февруари (Февруарски иди) – градския претор Гней Домиций Ахенобарб освещава построения от него храм на Фавн.[1]
- Основани са осем колонии на граждани в Южна Италия.[2]
- Консулът Семпроний получава командването в Цизалпийска Галия и успешно се сражава с боите.[3]
- Римляните, предвождани от Луций Валерий Флак, побеждават инсубрите.[2]
- Катон Стари празнува триумф за победите си в Близка Испания.[3]
- След завръщането си от Гърция Тит Квинкций Фламинин празнува тридневен триумф за победата над Филип V.[4]

### В Гърция
- На конференция в Коринт Тит Квинкций Фламинин обявява намеренето си да се завърне в Италия.[4]
- Римляните се оттеглят от Гърция.[2]

## Починали
- Ератостен, древногръцки математик, географ и астроном (роден 276 г. пр.н.е.)